# Lecanora

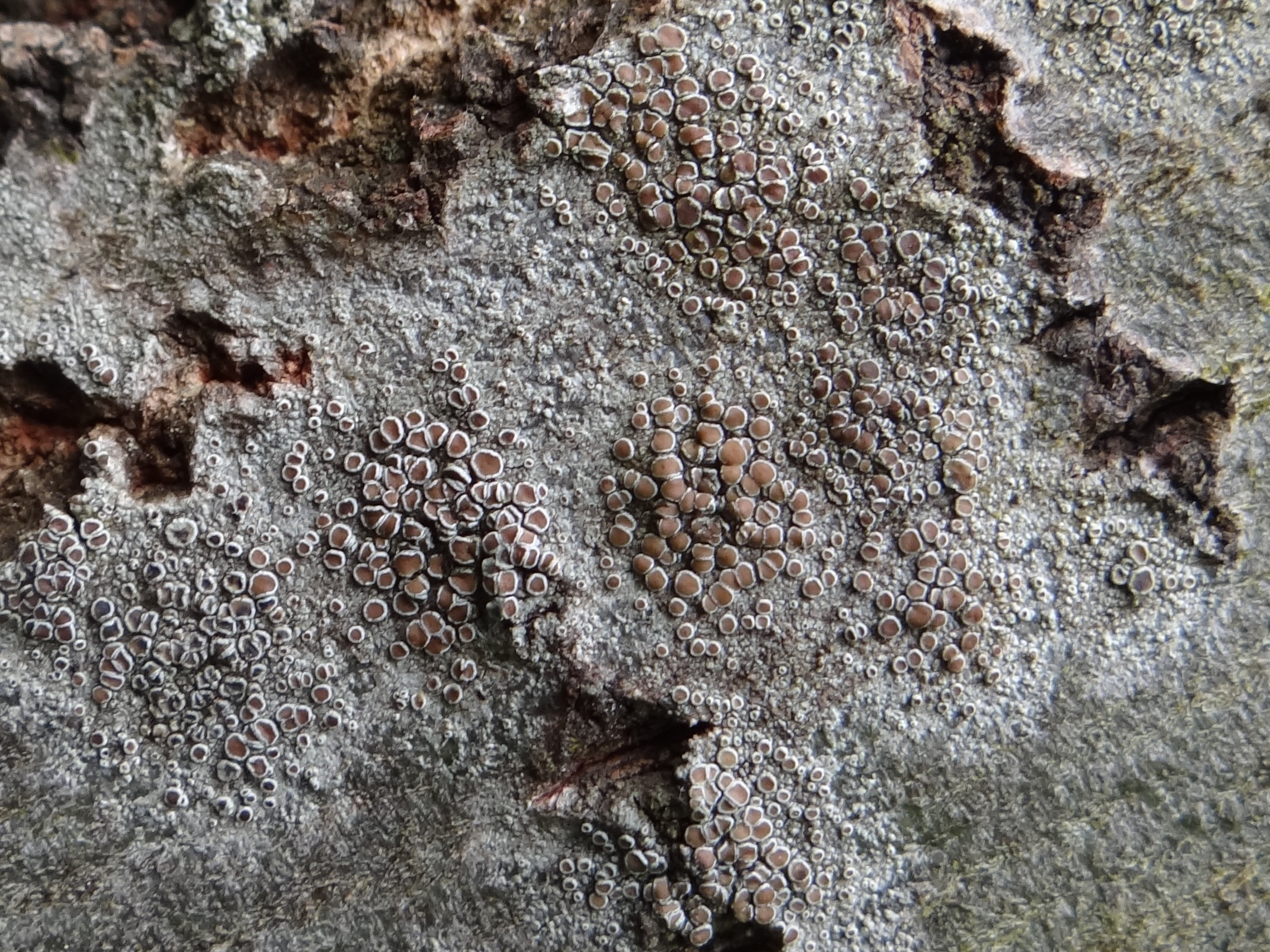
Misecznica jaśniejsza (L. chlarotera)

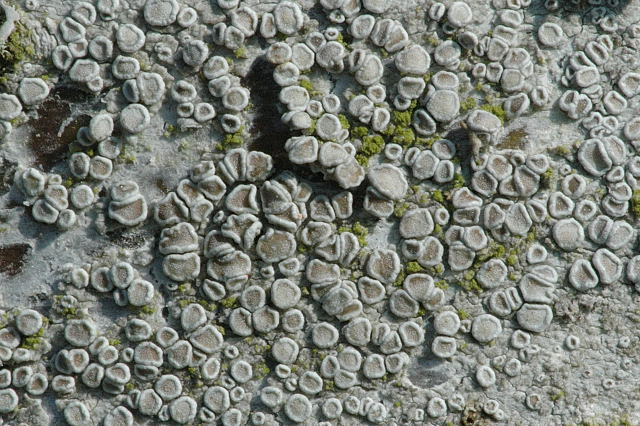
Misecznica blada (L. albella)

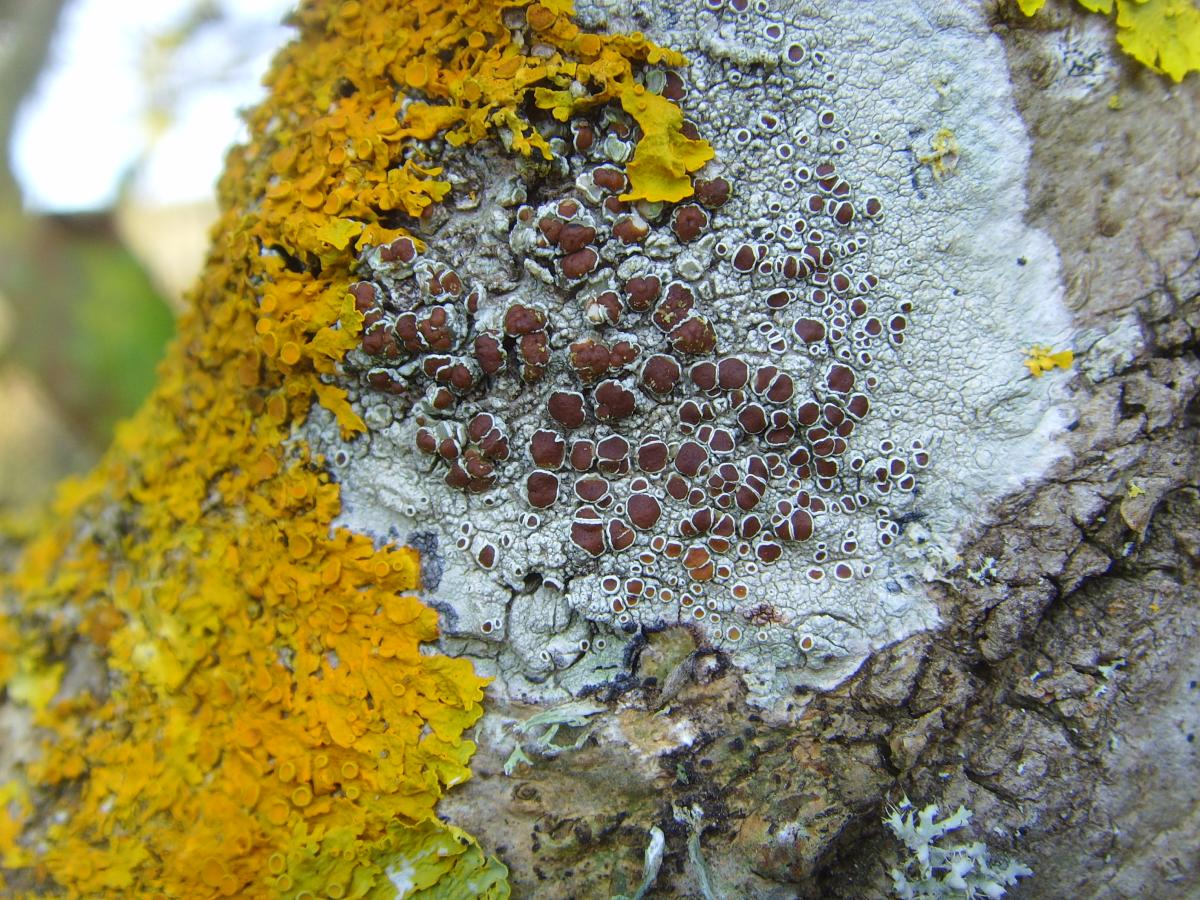
Misecznica kasztanowata (L. argentata)

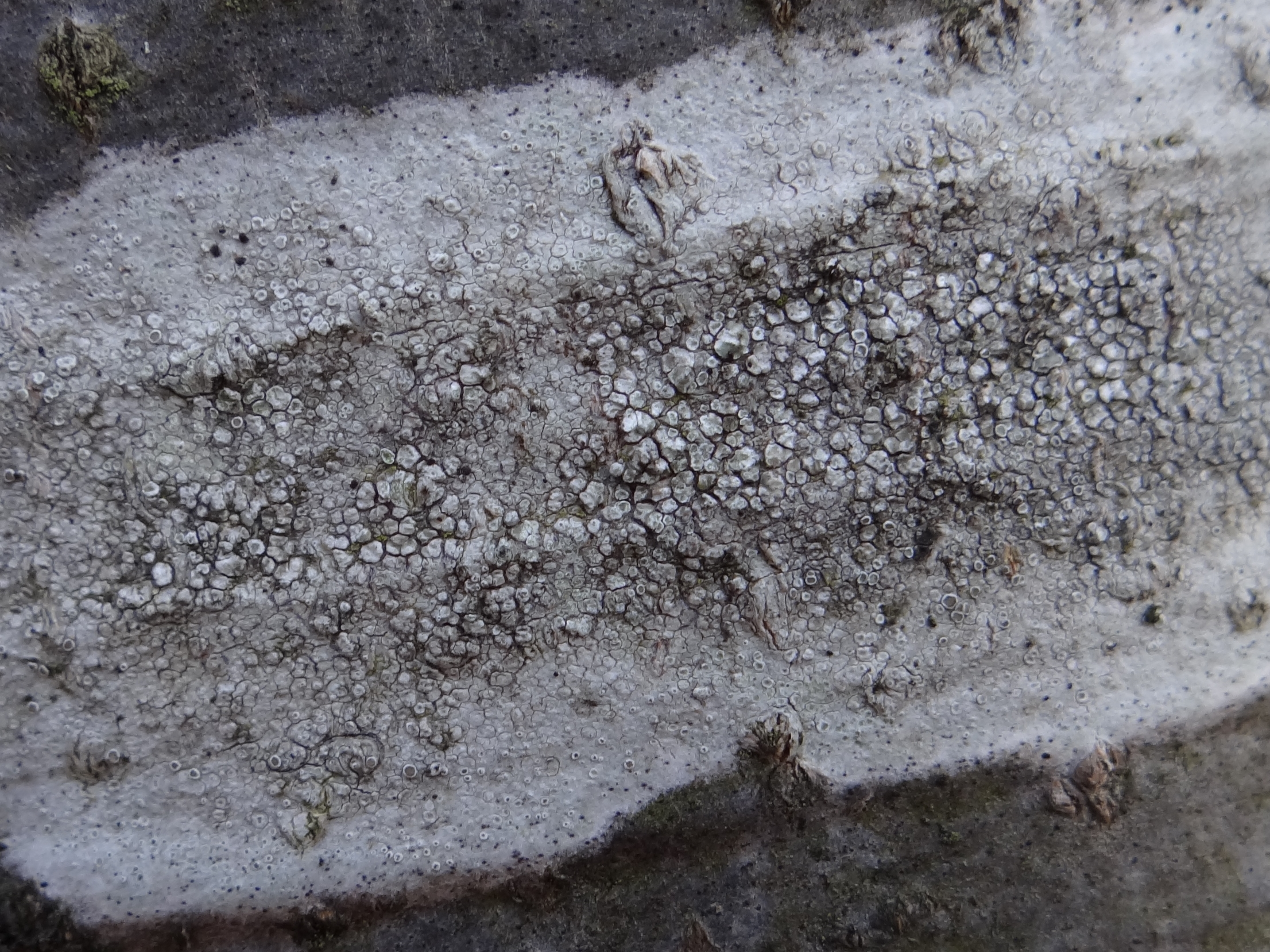
Misecznica grabowa (L. carpinea)

Lecanora Ach.  (misecznica) – rodzaj grzybów z rodziny misecznicowatych (Lecanoraceae). Jest to rodzaj bardzo liczny w gatunki. Ze względu na symbiozę z glonami zaliczany jest do grupy porostów.

## Systematyka i nazewnictwo
Pozycja w klasyfikacji według Index Fungorum: Lecanoraceae, Lecanorales, Lecanoromycetidae, Lecanoromycetes, Pezizomycotina, Ascomycota, Fungi.
Synonimy nazwy naukowej: Byssiplaca A. Massal., 
Circinaria M. Choisy, 
Dirinella M. Choisy, 
Glaucomaria M. Choisy, 
Lecanoromyces E.A. Thomas ex Cif. & Tomas. 
Lecanoropsis M. Choisy, 
Lecidora Motyka, 
Lecidorina Motyka, 
Magninia M. Choisy, 
Myriolecis Clem., 
Parmularia Nilson, 
Placodiomyces E.A. Thomas ex Cif. & Tomas., 
Placolecanora Räsänen, 
Protoparmeliopsis M. Choisy, 
Schistoplaca Brusse, 
Semilecanora Motyka, 
Squamariomyces E.A. Thomas, 
Straminella M. Choisy, 
Verrucaria Weber ex F.H. Wigg., 
Zeora Fr..
Nazwa polska według Krytycznej listy porostów i grzybów naporostowych Polski.

## Gatunki występujące w Polsce
- Lecanora achariana A.L. Sm. 1918 – misecznica Achariusa
- Lecanora admontensis   Zahlbr. 1903[4] – misecznica wielka
- Lecanora agardhiana Ach. 1814 – misecznica wewnętrzna, m. białawosina
- Lecanora albella (Pers.) Ach. 1810 – misecznica blada
- Lecanora albescens (Hoffm.) Branth & Rostr. 1869 – misecznica biaława
- Lecanora allophana (Ach.) Nyl. 1872[4] – misecznica pogięta
- Lecanora argentata (Ach.) Malme 1932[4] – misecznica kasztanowata
- Lecanora argopholis (Ach.) Ach. 1810[4] – misecznica ozdobna
- Lecanora bicincta Ramond 1827 – misecznica dwubrzeżna
- Lecanora cadubriae (A. Massal.) Hedl. 1892 – misecznica kadubryjska, krążniczka kadubryjska
- Lecanora campestris (Schaer.) Hue 1888[4] – misecznica polna
- Lecanora carpinea (L.) Vain. 1888 – misecznica grabowa
- Lecanora cateilea (Ach.) A. Massal. 1852 – misecznica otulona
- Lecanora cenisia Ach. 1810 – misecznica opylona
- Lecanora chlarotera Nyl. 1872 – misecznica jaśniejsza
- Lecanora circumborealis Brodo & Vitik. 1984[4] – misecznica czarnoowocnikowa
- Lecanora compallens Herk & Aptroot 1999 – misecznica kumarka
- Lecanora conferta (Duby ex Fr.) Grognot 1863 – misecznica gęsta
- Lecanora conizaeoides Nyl. ex Cromb. 1885 – misecznica proszkowata, m. pylasta
- Lecanora crenulata Hook. 1844 – misecznica karbowana
- Lecanora dispersa (Pers.) Röhl. 1813 – misecznica pospolita
- Lecanora dispersoareolata (Schaer.) Lamy 1883 – misecznica wysepkowa
- Lecanora eitneriana Zahlbr. 1928[4] – misecznica Eitnera
- Lecanora epibryon (Ach.) Ach. 1810 – misecznica mchowa
- Lecanora expallens Ach. 1810 – misecznica bledsza
- Lecanora flotoviana Spreng. 1820 – misecznica Flotowa
- Lecanora frustulosa (Dicks.) Ach. 1810 – misecznica żylasta
- Lecanora glabrata (Ach.) Malme 1932 – misecznica wygładzona
- Lecanora gypsodes Körb. 1859[4] – misecznica biała
- Lecanora hagenii (Ach.) Ach. 1810[4] – misecznica Hagena
- Lecanora helicopis (Wahlenb. ex Ach.) Ach. 1814 – misecznica nadmorska
- Lecanora impudens Degel. 1944[4] – misecznica plamkowata, otwornica plamkowata
- Lecanora insignis Degel. 1942[4] – misecznica osobliwa
- Lecanora intricata (Ach.) Ach. 1810 – misecznica skupiona
- Lecanora intumescens (Rebent.) Rabenh. 1845 – misecznica wytworna
- Lecanora leptacina Sommerf. 1826 – misecznica turniowa
- Lecanora leptyrodes (Nyl.) Degel[5]– misecznica bezkorowa
- Lecanora leuckertiana Zedda 2000[4] – misecznica Leuckerta
- Lecanora lojkaeana Szatala 1954[4] – misecznica Lojki
- Lecanora marginata (Schaer.) Hertel & Rambold 1985 – misecznica opasana, krążniczka opasana
- Lecanora mughicola Nyl. 1872 – misecznica kosinowa
- Lecanora muralis (Schreb.) Rabenh. 1845 – misecznica murowa
- Lecanora nemoralis Makar. 1954[4] – misecznica gajowa
- Lecanora orosthea (Ach.) Ach. 1810 – misecznica cienka, krążniczka skałeczna
- Lecanora persimilis (Th. Fr.) Arnold 1872 – misecznica zbliżona
- Lecanora polytropa (Ehrh.) Rabenh. 1845 – misecznica zwyczajna
- Lecanora populicola (DC.) Duby 1830 – misecznica topolowa, m. rozwlekła
- Lecanora pruinosa Chaub. 1821 – misecznica przyprószona
- Lecanora pulicaris (Pers.) Ach. 1814 – misecznica brązowa
- Lecanora ramulicola (H. Magn.) Printzen & P.F. May 2002[4] – misecznica drobna, krążniczka sosnowa
- Lecanora reuteri (Trevis.) Schaer. 1860[4] – misecznica Reutera
- Lecanora rugosella Zahlbr. 1928 – misecznica pomarszczona
- Lecanora rupicola (L.) Zahlbr. 1928 – misecznica skalna
- Lecanora saligna (Schrad.) Zahlbr. 1928 – misecznica wierzbowa, m. pomieszana
- Lecanora salina H. Magn. 1926 – misecznica solna
- Lecanora sambuci (Pers.) Nyl. 1861 – misecznica bzowa
- Lecanora sarcopidoides (A. Massal.) Hedl. 1892 – misecznica obsypana
- Lecanora silesiaca Stein 1888[4] – misecznica śląska
- Lecanora soralifera (Suza) Räsänen 1931 – misecznica soraliowa
- Lecanora strobilina (Spreng.) Kieff. 1895 – misecznica larwalna
- Lecanora subaurea Zahlbr. 1928 – misecznica hercyńska
- Lecanora subcarnea (Lilj.) Ach. 1810 – misecznica wyblakla
- Lecanora subintricata (Nyl.) Th. Fr. 1871 – misecznica pośledniejsza
- Lecanora subrugosa Nyl. 1875 – misecznica mocna
- Lecanora sulphurea (Hoffm.) Ach. 1810 – misecznica siarczana, krążniczka siarczana
- Lecanora swartzii (Ach.) Ach. 1810 – misecznica Swartza. m. nadęta
- Lecanora symmicta (Ach.) Ach. 1814 – misecznica niestała, krążniczka niestała
- Lecanora tephraea Körb. 1879[4] – misecznica niekształtna
- Lecanora thysanophora R.C. Harris 1981[4] – misecznica kwaśna
- Lecanora torquata (Fr.) Körb. 1855 – misecznica kaskadowa
- Lecanora transcendens (Nyl.) Arnold 1884[4] – misecznica przechodnia
- Lecanora umbrina(Ach.) A. Massal. 1852 – misecznica ciemna
- Lecanora umbrosa Degel. 1943 – misecznica spęczniała
- Lecanora varia (Hoffm.) Ach. 1810 – misecznica zmienna
- Lecanora variolascens Nyl. 1881 – misecznica bawarska
- Lecanora viridiatra (Stenh.) Nyl. ex Zahlbr. 1925 – tzw. krążniczka żółtoczarna

Nazwy naukowe na podstawie Index Fungorum. Nazwy polskie według Fałtynowicza.